# Аппий Гердоний
Аппий Гердоний (лат. Appius Herdonius; ум. 460 до н. э.) — сабинский военачальник, пытавшийся захватить Рим.

## Захват Капитолия
По сообщению Ливия, Гердоний, собрав отряд изгнанников и рабов, числом около 2,5 тысяч, ночью приплыл по Тибру, причалил к берегу близ Капитолия, через Карментальские ворота, которые никогда не запирались, поднялся на вершину холма и захватил крепость. Те из гарнизона, кто отказался к нему присоединиться, были перебиты, часть в панике бежала и подняла в городе тревогу.
По словам Ливия и Дионисия, Гердоний рассчитывал захватить ключевые точки города, вернуть изгнанников, пообещать рабам свободу, беднякам — прощение долгов, а плебеям — участие в разграблении имущества патрициев. В случае неудачи, он планировал призвать на помощь сабинов и вольсков.
Плебейские трибуны пытались использовать ситуацию и призывали народ не выполнять распоряжений консулов, пока не будет принят закон Терентилия. По словам Дионисия, консул Гай Клавдий предлагал вообще обойтись без помощи плебеев и штурмовать Капитолий силами одних патрициев, но его коллега Публий Валерий убедил сенат не вносить ещё больше раздора. Он договорился с плебеями, что если те помогут одолеть Гердония, он позволит провести в народном собрании голосование по закону Терентилия.
На помощь римлянам подошли отряды тускуланцев, посланные диктатором Луцием Мамилием. По словам Ливия, Мамилий направил помощь по своей инициативе, не дожидаясь, пока римляне за ней обратятся. В ходе штурма Публий Валерий погиб. Ливий пишет, что консуляр Публий Волумний приказал спрятать тело, чтобы гибель предводителя не деморализовала воинов, а сам занял его место. В пылу сражения римляне не заметили подмены. По словам Дионисия, на третий день, когда у людей Гердония кончились дротики и иссякли силы, римляне, ценой больших потерь ворвались в крепость.
Сам Гердоний,

…отличавшийся силой и мастерски владевший оружием, усеяв пространство вокруг себя телами врагов, погиб под ударами дротиков, а из захвативших вместе с ним крепость лишь немногие были взяты в плен живыми. Большая часть его сторонников закололись сами или бросились вниз со скалы.— Дионисий Галикарнасский. Римские древности. X. 16, 7.
После окончания мятежа плебейские трибуны потребовали у Клавдия выполнить обещание, данное его коллегой, но консул затянул дело до выборов консула-суффекта. Патриции добились выбора на эту должность Луция Квинкция Цинцинната, ненавидевшего плебеев. Цинциннат запретил вносить на обсуждение закон о равенстве, угрожая в противном случае призвать плебеев на военную службу, объявить войну вольскам и не возвращаться из похода, пока не истекут его полномочия.

## Мнение историков
Современные историки признают историчность заговора Гердония, но затрудняются с объяснением этого события, «которое остается загадкой». Рассказы Ливия и Дионисия, предположительно, восходят к истории, которая могла быть изложена в «Началах» Катона Старшего, происходившего из Тускула. Катону должны были быть известны местные предания, в частности, семейные предания рода Мамилиев, вошедшего в III веке до н. э. в состав римской политической элиты. При этом Ливий, который также затруднялся с интерпретацией события, не имевшего аналогов в ранней римской истории, сконструировал свой рассказ под явным влиянием описания заговора Катилины у Цицерона и Саллюстия, и внес элементы, характерные для более позднего времени.
Предположительно, попытка Гердония стоит в ряду событий, связанных с экспансией италийских горных племен, развернувшейся в V веке до н. э., когда сабины, вольски, эквы, самниты, япиги начали наступление на города латинов, этрусков и греков, и захватили многие из них. В частности, заговор Гердония сравнивают с действиями самнитов в Капуе в 423 до н. э., когда инфильтрация пришельцев закончилась избиением местных жителей и захватом города.
Рассказ Ливия о помощи, которую тускуланцы якобы предоставили по собственной инициативе, также не внушает доверия. Более вероятно, что римляне направили в союзные города гонцов за помощью, но Ливию не хотелось представлять римлян в роли просителей. Уже в следующем году римляне оказали тускуланцам ответную услугу, освободив их город, захваченный эквами в результате такого же внезапного ночного нападения.